# Nederland op de Olympische Zomerspelen 1960
Nederland nam deel aan de Olympische Zomerspelen 1960 in Rome, Italië. De drie medailles werden alle in het zwemmen behaald. De gehanteerde landcode was PBA, een afkorting voor Paesi Bassi, de Italiaanse benaming voor Nederland.

## Medailles
| Sport   | Olympiër           | Discipline            | Medaille |
| ------- | ------------------ | --------------------- | -------- |
| Zwemmen | Marianne Heemskerk | 100 m vlinderslag (v) | Zilver   |
| Zwemmen | Wieger Mensonides  | 200 m schoolslag (m)  | Brons    |
| Zwemmen | Tineke Lagerberg   | 400 m vrije slag (v)  | Brons    |

## Overzicht per sport
| Sport          | Deelnemers | Goud | Zilver | Brons | Totaal |
| -------------- | ---------- | ---- | ------ | ----- | ------ |
| Atletiek       | 10         |      |        |       | '      |
| Boksen         | 3          |      |        |       | '      |
| Hockey         | 16         |      |        |       | '      |
| Kanovaren      | 4          |      |        |       | '      |
| Roeien         | 13         |      |        |       | '      |
| Schermen       | 5          |      |        |       | '      |
| Schoonspringen | 2          |      |        |       | '      |
| Turnen         | 6          |      |        |       | '      |
| Waterpolo      | 9          |      |        |       | '      |
| Wielrennen     | 13         |      |        |       | '      |
| Worstelen      | 3          |      |        |       | '      |
| Zeilen         | 7          |      |        |       | '      |
| Zwemmen        | 19         |      | 1      | 2     | 3      |
| Totaal         | 110        | 0    | 1      | 2     | 3      |

## Resultaten per sport

### Atletiek
| Olympiër           | Discipline       | Resultaat | Prestatie |
| ------------------ | ---------------- | --------- | --- |
| Frans Künen        | marathon (m)     | 36e       | 2:31.25,0 |
| Cees Koch          | discuswerpen (m) | 22e       | kwalificatie: 53,48m (8e) finale: ongeldig, 49,21m, ongeldig |
| Henk Visser        | verspringen (m)  | 7e        | kwalificatie: 7,72m (3e) finale: 7,59m 7,43m, 7,66m |
| Eef Kamerbeek      | tienkamp (m)     | 5e        | 7236 punten 0800 punten, 100m (11,3) 0856 punten, verspringen (7,21m) 0746 punten, kogelstoten (13,76m) 0770 punten, hoogspringen (1,80m) 0765 punten, 400m (51,1) 0840 punten, 110m horden (14,9) 0753 punten, discuswerpen (44,31) 0645 punten, polsstokhoogspringen (3,80m) 0677 punten, speerwerpen (57,49m) 0384 punten, 1500m (4.43,6) |
| Herman Timme       | tienkamp (m)     | 15e       | 6206 punten 0800 punten, 100m (11,3) 0764 punten, verspringen (6,93m) 0746 punten, kogelstoten (13,76m) 0806 punten, hoogspringen (1,83m) 0758 punten, 400m (51,2) 0652 punten, 110m horden (15,7) 0601 punten, discuswerpen (39,08m) 0438 punten, polsstokhoogspringen (3,30m) 0561 punten, speerwerpen (51,74) 0137 punten, 1500m (5.21,4) |
|                    |                  |           | |
| Gerda Kraan        | 800m (v)         | serie     | serie 3: 2.10,71 (6e tijd) |
| Ine ter Laak-Spijk | 800m (v)         | serie     | serie 5: 2.10,36 (5e tijd) |
| Joke Bijleveld     | verspringen (v)  | 7e        | kwalificatie: 5,90, overgeslagen, overgeslagen finale: 6,11, X, X |
| Dini Hobers        | hoogspringen (v) | 16e       | kwalificatie: 1,50m O 1,55m o 1,60m o 1,65m xxx |
| Nel Zwier          | hoogspringen (v) | 9e        | kwalificatie: 1,50m O 1,55m o 1,60m o 1,65m xxo finale: 1,55m o 1,60m o 1,65m xo 1,68m xxx |

### Boksen
| Olympiër           | Discipline                     | Resultaat | Prestatie                                                                                |
| ------------------ | ------------------------------ | --------- | ---------------------------------------------------------------------------------------- |
| Jan de Rooij       | bantamgewicht (tot 54 kg) (m)  | 1/8F      | 1/32F: vrijgeloot 1/16F: Walk-over 1/8F: verloren van Brunon Bendig Polen                |
| Wim Gerlach        | lichtgewicht (tot 60 kg) (m)   | 1/16F     | 1/32F: vrijgeloot 1/16F: verloren van Vilikton Barannikov Sovjet-Unie                    |
| Bas van Duivenbode | zwaarweltergewicht (tot 71 kg) | 1/8F      | 1/16F: versloeg Cesáreo Barrera Spanje 1/8F: verloren van Willie Fisher Groot-Brittannië |

### Hockey
| Olympiër | Discipline | Resultaat | Prestatie |
| --- | ---------- | --------- | --- |
| Wim de Beer Patrick Buteux van der Kamp Carel Dekker Thom van Dijck Jan Willem van Erven Dorens Frans Fiolet Jan van Gooswilligen Egbert de Graeff Freddie Hooghiemstra Jaap Leemhuis Gerard Overdijkink Gerrit de Ruiter Theo Terlingen Theo van Vroonhoven Hans Wagener Eddie Zwier | mannen     | 9e        | Voorronde 1-1 Nederland - Nieuw-Zeeland 1-4 Nederland - India 4-2 Nederland - Denemarken beslissingswedstrijd 1-2 Nederland - Nieuw-Zeeland om plaats 9/12 2-0 Nederland - Frankrijk 2-1 Nederland - België |

### Kanovaren
| Olympiër                                           | Discipline               | Resultaat | Prestatie                                                      |
| -------------------------------------------------- | ------------------------ | --------- | -------------------------------------------------------------- |
| Chick Weijzen                                      | K-1 1000m (m)            | 10e       | serie: 4.06,77 (2e tijd) HF: 4.07,30 (4e tijd)                 |
| Toon Geurts Ruud Knuppe Cees Lagrand Chick Weijzen | K-1 4x500m estafette (m) | 8e        | serie: 8.04,32 HF: 7.58,44 (3e tijd)                           |
| Toon Geurts Ruud Knuppe                            | K-2 1000m (m)            | 7e        | serie: 3.43,98 (1e tijd) HF: 3.48,58 (3e tijd) finale: 3.41,01 |

### Roeien
| Olympiër                                                                  | Discipline               | Resultaat  | Prestatie                                                                    |
| ------------------------------------------------------------------------- | ------------------------ | ---------- | ---------------------------------------------------------------------------- |
| Lex Redelé                                                                | skiff (m)                | 8e         | serie: 7.32,24 (2e tijd) herkansing: 7.32,93 (2e tijd)                       |
| Peter Bakker Ko Rentmeester                                               | dubbeltwee (m)           | 5e         | serie: 6.48,22 (2e tijd) herkansing: 6.51,61 (1e tijd) finale: 6.53,86       |
| Steven Blaisse Ernst Veenemans                                            | twee-zonder-stuurman (m) | herkansing | serie: 7.26,52 (4e tijd) herkansing: 7.21,70 (3e tijd)                       |
| Maarten van Dis Arnold Wientjes Jan Just Bos                              | twee-met stuurman (m)    | herkansing | serie: 7.48,01 (2e tijd) herkansing: 7.42,15 (3e tijd)                       |
| Frank Moerman Toon de Ruiter Ype Stelma Henk Wamsteker Marius Klumperbeek | vier-met-stuurman (m)    | 10e        | serie: 6.50,48 (3e tijd) herkansing: 6.41,43 (2e tijd) HF: 7.12,02 (6e tijd) |

### Schermen
| Olympiër                                                        | Discipline             | Resultaat      | Prestatie                                                      |
| --------------------------------------------------------------- | ---------------------- | -------------- | -------------------------------------------------------------- |
| Max Dwinger                                                     | Degen individueel (m)  | Niet geplaatst | Eerste ronde 3e plaats Barrage 2e plaats                       |
|                                                                 |                        |                |                                                                |
| Elly Botbijl                                                    | Floret individueel (v) | Niet geplaatst | Eerste ronde 1e plaats Kwartfinale 6e plaats                   |
| Nina Kleijweg                                                   | Floret individueel (v) | Niet geplaatst | Eerste ronde 2e plaats Kwartfinale 6e plaats                   |
| Danny van Rossem                                                | Floret individueel (v) | Niet geplaatst | Eerste ronde 7e plaats                                         |
| Nina Kleijweg Danny van Rossem Leli Kokkes-Hanepen Elly Botbijl | Floret team (v)        | 5e plaats      | Eerste ronde 2e plaats Kwartfinale Verloor van Hongarije (3:9) |

### Schoonspringen
| Olympiër        | Discipline    | Resultaat  | Prestatie                                                            |
| --------------- | ------------- | ---------- | -------------------------------------------------------------------- |
| Dorothea du Pon | 3 m plank (v) | 8e plaats  | Voorronde 51,20 punten Halve finale 37,61 punten Finale 34,54 punten |
| Greta Lugthart  | 3 m plank (v) | 15e plaats | Voorronde 46,03 Halve finale 34,36 punten                            |

### Turnen
| Olympiër                                                                                | Discipline                     | Resultaat   | Prestatie      |
| --------------------------------------------------------------------------------------- | ------------------------------ | ----------- | -------------- |
| Nel Fritz Bep van Ipenurg-Drommel Ria van Velsen Ria Meyburg Nel Wambach Lineke Majolee | Team (v)                       | 14e plaats  | 341,688 punten |
| Bep van Ipenurg-Drommel                                                                 | Individuele meerkamp (v)       | 75e plaats  | 69,098 punten  |
| Lineke Majolee                                                                          | Individuele meerkamp (v)       | 79e plaats  | 68,431 punten  |
| Nel Fritz                                                                               | Individuele meerkamp (v)       | 85e plaats  | 67,397 punten  |
| Nel Wambach                                                                             | Individuele meerkamp (v)       | 86e plaats  | 67,165 punten  |
| Ria Meyburg                                                                             | Individuele meerkamp (v)       | 95e plaats  | 65,797 punten  |
| Ria van Velsen                                                                          | Individuele meerkamp (v)       | 122e plaats | 41,398 punten  |
| Ria Meyburg                                                                             | Sprong (v)                     | 71e plaats  | 17,132 punten  |
| Bep van Ipenurg-Drommel                                                                 | Sprong (v)                     | 76e plaats  | 16,933 punten  |
| Lineke Majolee                                                                          | Sprong (v)                     | 77e plaats  | 16,899 punten  |
| Nel Wambach                                                                             | Sprong (v)                     | 93e plaats  | 16,100 punten  |
| Nel Fritz                                                                               | Sprong (v)                     | 94e plaats  | 16,066 punten  |
| Ria van Velsen                                                                          | Sprong (v)                     | 121e plaats | 8,633 punten   |
| Bep van Ipenurg-Drommel                                                                 | Brug met ongelijke leggers (v) | 46e plaats  | 18,233 punten  |
| Lineke Majolee                                                                          | Brug met ongelijke leggers (v) | 66e plaats  | 17,800 punten  |
| Nel Wambach                                                                             | Brug met ongelijke leggers (v) | 75e plaats  | 17,499 punten  |
| Nel Fritz                                                                               | Brug met ongelijke leggers (v) | 78e plaats  | 17,366 punten  |
| Ria van Velsen                                                                          | Brug met ongelijke leggers (v) | 88e plaats  | 17,033 punten  |
| Ria Meyburg                                                                             | Brug met ongelijke leggers (v) | 105e plaats | 14,866 punten  |
| Nel Fritz                                                                               | Evenwichtsbalk (v)             | 68e plaats  | 17,033 punten  |
| Ria Meyburg                                                                             | Evenwichtsbalk (v)             | 68e plaats  | 17,033 punten  |
| Lineke Majolee                                                                          | Evenwichtsbalk (v)             | 76e plaats  | 16,966 punten  |
| Bep van Ipenurg-Drommel                                                                 | Evenwichtsbalk (v)             | 78e plaats  | 16,899 punten  |
| Nel Wambach                                                                             | Evenwichtsbalk (v)             | 80e plaats  | 16,800 punten  |
| Ria van Velsen                                                                          | Evenwichtsbalk (v)             | 124e plaats | 7,666 punten   |
| Bep van Ipenurg-Drommel                                                                 | Vloer (v)                      | 91e plaats  | 17,033 punten  |
| Nel Fritz                                                                               | Vloer (v)                      | 93e plaats  | 16,932 punten  |
| Ria Meyburg                                                                             | Vloer (v)                      | 95e plaats  | 16,766 punten  |
| Lineke Majolee                                                                          | Vloer (v)                      | 95e plaats  | 16,766 punten  |
| Nel Wambach                                                                             | Vloer (v)                      | 95e plaats  | 16,766 punten  |
| Ria van Velsen                                                                          | Vloer (v)                      | 123e plaats | 8,066 punten   |

### Waterpolo
| Olympiër | Discipline | Resultaat | Prestatie |
| --- | ---------- | --------- | --- |
| Fred van Dorp Henk Hermsen Ben Kniest Harry Lamme Bram Leenards Hans Muller Harro Ran Harry Vriend Fred van der Zwan | mannen     | 8e        | voorronde 1-2 Nederland - Joegoslavië 5-3 Nederland - Australië 3-3 Nederland - Zuid-Afrika halve finale groep 1-3 Nederland - Hongarije 6-7 Nederland - Verenigde Staten het resultaat tegen Joegoslavië telde tevens mee in deze ronde om plaats 5/8 4-5 Nederland - Roemenië 4-5 Nederland - Duits eenheidsteam het resultaat tegen de Verenigde Staten telde tevens mee in deze ronde |

### Wielersport
| Olympiër                                                   | Discipline                      | Resultaat | Prestatie |
| ---------------------------------------------------------- | ------------------------------- | --------- | --- |
| Aad de Graaf                                               | sprint (m)                      | ronde 2   | ronde 1: verloor van Antoine Pellegrina Frankrijk herkansing ronde 1: versloeg Jackie Simes Verenigde Staten herkansing ronde 1 finale: versloeg Gilbert De Rieck België & Cenobio Ruiz Mexico ronde 2: verloor van Leo Sterckx België herkansing ronde 2: verloor van Mario Vanegas Colombia & André Gruchet Frankrijk                                       |
| Piet van der Touw                                          | sprint (m)                      | ronde 2   | ronde 1: verloor van Lloyd Binch Groot-Brittannië & Imants Bodnieks Sovjet-Unie herkansing ronde 1: versloeg Francisco Tortellá Spanje herkansing ronde 1 finale: versloeg Clyde Rimple West-Indische Federatie & Herbert Francis Verenigde Staten ronde 2: verloor van August Rieke Duits eenheidsteam herkansing ronde 2: verloor van Ron Baensch Australië |
| Piet van der Touw                                          | 1.000m tijdrit (m)              | 4e        | 1.09,20 |
| Mees Gerritsen Rinus Paul                                  | tandem (m)                      | 4e        | ronde 1 verloor van Sovjet-Unie herkansing ronde 1: versloeg Zwitserland KF: versloeg Frankrijk 2-1 HF: verloor van Italië 0-2 om brons: verloor van Sovjet-Unie walk-over |
| Piet van der Lans Henk Nijdam Theo Nikkessen Jaap Oudkerk  | 4.000m ploegenachtervolging (m) | 5e        | ronde 1: versloegen Zuid-Afrika KF: verloren van Sovjet-Unie |
|                                                            |                                 |           | |
| Jan Janssen                                                | wegwedstrijd (m)                | 58e       | 4:26.05 + (5.28) |
| Jan Hugens                                                 | wegwedstrijd (m)                | 38e       | 4:20.57 (+0.20) |
| Lex van Kreuningen                                         | wegwedstrijd (m)                | -         | uitgegevallen |
| René Lotz                                                  | wegwedstrijd (m)                | -         | uitgegevallen |
| René Lotz Jan Hugens Lex van Kreuningen René Lotz Ab Sluis | 100 km ploegentijdrit (m)       | 4e        | 2:19.15,71 |

### Worstelen
| Olympiër       | Discipline                | Resultaat      | Prestatie |
| Grieks-Romeins | Grieks-Romeins            | Grieks-Romeins | Grieks-Romeins |
| -------------- | ------------------------- | -------------- | --- |
| Loek Alflen    | Bantamgewicht (tot 57 kg) | 13e plaats     | Eerste ronde Verloor van Imre Hódos Tweede ronde Versloeg Michel Ben Akoun Derde ronde Verloor van Ion Cernea            |
| Leo Piek       | Lichtgewicht (tot 67 kg)  | 16e plaats     | Eerste ronde Verloor van Bartl Brötzner Tweede ronde Versloeg Nick Stamulus Derde ronde Verloor van Branislav Martinović |
| Ab Rosbag      | Weltergewicht (tot 73 kg) | Blessure       | Eerste ronde Verloor van Bertil Nyström                                                                                  |

### Zeilen
| Olympiër                                           | Discipline                 | Resultaat | Prestatie |
| -------------------------------------------------- | -------------------------- | --------- | --- |
| Hans Sleeswijk                                     | Finn-klasse (g)            | 24e       | 531 punten (13e) 44 punten (20e) 265 punten (24e) 140 punten (32e) 344 punten (20e) 366 punten (19e) 415 punten (17e) 2265 punten |
| Ben Verhagen Gerard Lautenschutz Jaap Helder       | flying dutchman klasse (g) | 5e        | 990 punten (4e) 388 punten (16e) 893 punten (5e) 1115 punten (3e) 814 punten (8e) 747 punten (7e) 893 punten (5e) 5452 punten     |
| Wim van Duyl Biem Dudok van Heel Jacq van den Berg | draken-klasse (g)          | 13e       | 578 punten (9e) 930 punten (94e) 453 punten (12e) 532 punten (10e) 491 punten (11e) 101 punten (DNF) 3562 punten                  |

### Zwemmen
| Olympiër                                                                                           | Discipline        | Resultaat | Prestatie                                                       |
| -------------------------------------------------------------------------------------------------- | ----------------- | --------- | --------------------------------------------------------------- |
| Jan Bouwman                                                                                        | 100m vrij (m)     | serie     | serie 4: 58,8 (4e tijd)                                         |
| Ron Kroon                                                                                          | 100m vrij (m)     | 17e       | serie 3: 57,7 (5e tijd) HF 3: 57,9 (7e tijd)                    |
| Jan Jiskoot                                                                                        | 100m rug (m)      | serie     | serie 2: 1.05,9 (4e tijd)                                       |
| Wieger Mensonides                                                                                  | 200m school (m)   | Brons     | serie 3: 2.39,0 (1e tijd) HF 2: 2.39,3 (2e tijd) finale: 2.39,7 |
| Gerrit Korteweg                                                                                    | 200m vlinder (m)  | serie     | serie 2: 2.26,4 (6e tijd)                                       |
| Bert Sitters                                                                                       | 200m vlinder (m)  | serie     | serie 1: 2.36,6 (7e tijd)                                       |
| Jan Jiskoot Wieger Mensonides Gerrit Korteweg Ron Kroon                                            | 4x100m wissel (m) | 8e        | serie 3: 4.16,1 (3e tijd) finale: 4.18,2                        |
| |                   |           |                                                                 |
| Cocki van Engelsdorp Gastelaars                                                                    | 100m vrij (v)     | 7e        | serie 2: 1.03,9 (2e tijd) HF 2: 1.03,9 (3e tijd) finale: 1.04,7 |
| Erica Terpstra                                                                                     | 100m vrij (v)     | 6e        | serie 1: 1.04,4 (3e tijd) HF 2: 1.03,7 (2e tijd) finale: 1.04,3 |
| Tineke Lagerberg                                                                                   | 400m vrij (v)     | Brons     | serie 1: 4.57,0 (2e tijd) finale: 4.56,9                        |
| Corrie Schimmel                                                                                    | 400m vrij (v)     | 7e        | serie 2: 5.00,1 (2e tijd) finale: 5.02,3                        |
| Rini Dobber                                                                                        | 100m rug (v)      | serie     | serie 2: 1.14,2 (5e tijd)                                       |
| Ria van Velsen                                                                                     | 100m rug (v)      | 7e        | serie 3: 1.11,1 (1e tijd) finale: 1.12,1                        |
| Ada den Haan                                                                                       | 200m school (v)   | 4e        | serie 4: 2.54,0 (1e tijd) finale: 2.54,4                        |
| Gretta Kok                                                                                         | 200m school (v)   | 5e        | serie 3: 2.55,2 (3e tijd) finale: 2.54,6                        |
| Marianne Heemskerk                                                                                 | 100m vlinder (v)  | Zilver    | serie 4: 1.11,0 finale: 1.10,4                                  |
| Atie Voorbij                                                                                       | 100m vlinder (v)  | 5e        | serie 3: 1.12,4 (2e tijd) finale: 1.13,3                        |
| Hennie van der Velde Jopie Troost Sieta Posthumus Cocki van Engelsdorp Gastelaars                  | 4x100m vrij (v)   | gd        | serie 2: gediskwalificeerd                                      |
| Ria van Velsen */** Ada den Haan */** Marianne Heemskerk ** Erica Terpstra */** Tineke Lagerberg * | 4x100m wissel (v) | 4e        | * serie 2: 4.47,4 OR (1e tijd) finale: 4.47,6                   |